# Hausen, Kelheim
Hausen là một đô thị thuộc huyện Kelheim, bang Bayern, Đức.